# PAX6
PAX6 (англ. Paired box 6) – білок, який кодується однойменним геном, розташованим у людей на короткому плечі 11-ї хромосоми. Довжина поліпептидного ланцюга білка становить 422 амінокислот, а молекулярна маса — 46 683.
| 10         |  | 20         |  | 30         |  | 40         |  | 50         |
| ---------- |  | ---------- |  | ---------- |  | ---------- |  | ---------- |
| MQNSHSGVNQ |  | LGGVFVNGRP |  | LPDSTRQKIV |  | ELAHSGARPC |  | DISRILQVSN |
| GCVSKILGRY |  | YETGSIRPRA |  | IGGSKPRVAT |  | PEVVSKIAQY |  | KRECPSIFAW |
| EIRDRLLSEG |  | VCTNDNIPSV |  | SSINRVLRNL |  | ASEKQQMGAD |  | GMYDKLRMLN |
| GQTGSWGTRP |  | GWYPGTSVPG |  | QPTQDGCQQQ |  | EGGGENTNSI |  | SSNGEDSDEA |
| QMRLQLKRKL |  | QRNRTSFTQE |  | QIEALEKEFE |  | RTHYPDVFAR |  | ERLAAKIDLP |
| EARIQVWFSN |  | RRAKWRREEK |  | LRNQRRQASN |  | TPSHIPISSS |  | FSTSVYQPIP |
| QPTTPVSSFT |  | SGSMLGRTDT |  | ALTNTYSALP |  | PMPSFTMANN |  | LPMQPPVPSQ |
| TSSYSCMLPT |  | SPSVNGRSYD |  | TYTPPHMQTH |  | MNSQPMGTSG |  | TTSTGLISPG |
| VSVPVQVPGS |  | EPDMSQYWPR |  | LQ         |  |            |  |            |

A: Аланін

C: Цистеїн

D: Аспарагінова кислота

E: Глутамінова кислота

F: Фенілаланін

G: Гліцин

H: Гістидин

I: Ізолейцин

K: Лізин

L: Лейцин

M: Метіонін

N: Аспарагін

P: Пролін

Q: Глутамін

R: Аргінін

S: Серин

T: Треонін

V: Валін

W: Триптофан

Кодований геном білок за функціями належить до репресорів, білків розвитку. 
Задіяний у таких біологічних процесах, як транскрипція, регуляція транскрипції, диференціація клітин, альтернативний сплайсинг. 
Білок має сайт для зв'язування з ДНК. 
Локалізований у ядрі.